# Алтинбешік
Алтинбеші́к (тур. Altınbeşik, «золота колиска») — карстова печера за 55 км від міста Манавґат, провінція Анталья, Туреччина. Довжина відомої частини печери становить 4500 м. Її підземне озеро є третім за величиною в світі й найбільшим у Туреччині. Входить до складу національного парку «Печера Алтинбешік» і відкрита для туризму.

## Історія
Печера Алтинбешік відкрита геологом професором Темучіном Айґеном в 1966 році. Назва походить від назви гори Алтинбешік, всередині якої вона знаходиться. У 60-90-х роках досліджувалася британськими, французькими, японськими та чеськими спелеологами. Дослідження печери триває.

## Географія
Розташована на західних схилах ущелини, в якій протікає річка Манавґат, в околицях невеликого поселення Урунлу в горах Західного Тавру, за 9 км від Ібради. Розташовується майже горизонтально і має три рівні. Вхід являє собою величезний грот заввишки близько 40 метрів. На найбільш нижньому рівні знаходяться озера, підземна річка і водоспад, іноді званий водоспадом Алтинбешік. Перше підземне озеро, що починається прямо біля входу, має довжину 125 метрів, його глибина 9 метрів. Далі розташовуються ланцюжок озер менших розмірів. У дощові роки вода досягає другого рівня печери. Води печери пов'язані з озером Бейшехір (тур. Beyşehir). Верхній рівень завжди сухий. Там знаходяться валуни, сталактити та сталагміти. Найвища точка печери — +101 метр відносно висоти її входу. Печера є частиною великої системи печер.